# Esquirol bigarrat
L'esquirol bigarrat (Sciurus variegatoides) és una espècie de rosegador de la família dels esciúrids. Viu a Costa Rica, El Salvador, Guatemala, Hondures, Mèxic, Nicaragua i Panamà. Es tracta d'un animal diürn i arborícola que s'alimenta de fruita. Els seus hàbitats naturals són els boscos caducifolis secs, els boscos semicaducifolis, els boscos perennifolis, els boscos secundaris i les plantacions. Es creu que no hi ha cap amenaça significativa per a la supervivència d'aquesta espècie, tot i que està afectada per la desforestació.